# Rik Mayall
Richard Michael „Rik“ Mayall (* 7. März 1958 in Harlow, Essex; † 9. Juni 2014 in London) war ein britischer Komiker, Autor und Schauspieler. Er wurde international bekannt durch seine Auftritte in der Blackadder-Serie mit Rowan Atkinson und den Spielfilm Mein böser Freund Fred. In seiner britischen Heimat war er populär durch die Fernsehserien The Young Ones und The New Statesman. Gemeinsam mit seinem Partner Ade Edmondson war er einer der Pioniere der alternativen britischen Comedy in den frühen 1980er Jahren.

## Leben
Mayall war das zweite von vier Kindern von John und Gillian Mayall. Im Alter von drei Jahren zog er mit seinen Eltern, die als Schauspiellehrer arbeiteten, nach Droitwich Spa in Worcestershire, wo er den Rest seiner Kindheit verbrachte und in den Stücken seiner Eltern auftrat. Nach dem Schulabschluss ging Mayall 1976 an die Victoria University in Manchester, um Schauspiel zu studieren. Dort freundete er sich mit seinem späteren Partner Adrian „Ade“ Edmondson an. Zu dieser Zeit lernte Mayall auch Ben Elton und Lise Mayer kennen, mit denen er später für die Fernsehserie The Young Ones zusammenarbeitete.
Mayall und Edmondson hatten 1980 erste Erfolge im Comedy Store, einem Komikerclub in Soho, London. Mit anderen aufstrebenden Komikern wie Alexei Sayle, Nigel Planer, Peter Richardson, Dawn French und Jennifer Saunders gründeten sie ihren eigenen Club namens The Comic Strip.
1982 bis 1984 drehte Mayall die erfolgreiche Serie The Young Ones für die BBC, in der er den Möchtegern-Anarchisten Rik verkörperte. Allseits bekannt wurde Mayall durch die Sendung Saturday Live, die dem US-amerikanischen Saturday Night Live nachempfunden war. Außerdem erlangte er Aufmerksamkeit durch seine Darstellung des Flashheart in Blackadder und seine Rolle als windiger Tory-Abgeordneter der Thatcher-Ära in The New Statesman. 1991 spielte er in dem Film  Mein böser Freund Fred mit Phoebe Cates.
Mayall starb am 9. Juni 2014 im Alter von 56 Jahren nach einem schweren Herzanfall. Er hinterließ seine Frau Barbara, mit der er seit 1985 verheiratet war, und die drei gemeinsamen Kinder.
Der Schauspieler hatte im Vorfeld der Fußballweltmeisterschaft 2010 die Single Noble England aufgenommen, in der er aus dem Shakespeare-Drama Heinrich V. zitierte. In den Charts blieb sie jedoch erfolglos. Sein Tod ereignete sich kurz vor Beginn der Fußballweltmeisterschaft 2014, woraufhin eine Internetkampagne gestartet wurde, um den Titel posthum in die Charts zu bringen. Am 21. Juni stieg das Lied auf Platz 7 der UK-Charts ein.

## Filmografie (Auswahl)
- 1981: Wolcott (Miniserie, 3 Folgen)
- 1981: Die Nadel (Eye of the Needle)
- 1981: Shock Treatment
- 1981: American Werewolf (An American Werewolf in London)
- 1981: Couples and Robbers (Kurzfilm)
- 1981–1984: A Kick Up the Eighties (Fernsehserie, 10 Folgen)
- 1982–1984: The Young Ones (Fernsehserie, 12 Folgen)
- 1983–2012: The Comic Strip Presents… (Fernsehserie, 19 Folgen)
- 1985–1986: Saturday Live (Fernsehserie, 9 Folgen)
- 1986: Blackadder II (Fernsehserie, Folge 1x01 Glocken)
- 1987: Filthy Rich & Catflap (Fernsehserie, 6 Folgen)
- 1987: Die Bombe fliegt (Whoops Apocalypse)
- 1987: French & Saunders (Fernsehserie, Folge 1x05)
- 1987: Eat the Rich
- 1987–1994: The New Statesman (Fernsehserie, 29 Folgen)
- 1989: Blackadder IV (Blackadder Goes Forth, Fernsehserie, Folge 1x04 Unter Donnervögeln)
- 1989–1991: Grim Tales (Fernsehserie, 22 Folgen)
- 1991: New York Noises (Little Noises)
- 1991: Mein böser Freund Fred (Drop Dead Fred)
- 1991: Prinzessin Aline und die Groblins (The Princess and the Goblin, Stimme)
- 1991–1995: Bottom (Fernsehserie, 18 Folgen)
- 1992: Mach’s nochmal, Columbus (Carry On Columbus)
- 1993–1995: Rik Mayall Presents (Fernsehserie, 6 Folgen)
- 1995: Look at the State We're In! (Miniserie, 5 Folgen)
- 1995: Die Schneekönigin (The Snow Queen, Stimme)
- 1997: Bring mir den Kopf von Mavis Davis (Bring Me the Head of Mavis Davis)
- 1997: The Bill (Fernsehserie, 2 Folgen)
- 1997: The Canterville Ghost (Fernsehfilm)
- 1998: In the Red (Miniserie, 3 Folgen)
- 1999: Kwom und der König der Affen (Le Château des singes)
- 1999: Guest House Paradiso
- 1999: Blackadder: Back & Forth (Kurzfilm)
- 1999–2000: Unten am Fluss (Watership Down, Fernsehserie, 26 Folgen, Stimme)
- 2000: Merlin: Die Rückkehr (Merlin: The Return)
- 2001: Tales of Uplift and Moral Improvement (Fernsehserie, 13 Folgen)
- 2001: Harry Potter und der Stein der Weisen (Harry Potter and the Philosopher’s Stone) (geschnitten)[5]
- 2001: Elche, Eis und Erbschaftsärger (Kevin of the North)
- 2002: Believe Nothing (Fernsehserie, 6 Folgen)
- 2003: Oh Marbella!
- 2003: Chaos and Cadavers
- 2004: ABBA: Our Last Video Ever
- 2004: Churchill – The Hollywood Years
- 2005: Valiant (Stimme)
- 2005: All About George (Fernsehserie, 6 Folgen)
- 2005–2006: Arthur, der Chaoskönig (King Arthur's Disasters, Fernsehserie, 26 Folgen, Stimme)
- 2006: SpongeBob Schwammkopf (SpongeBob SquarePants, Fernsehserie, Folge 4x10, Stimme)
- 2009: Agatha Christie’s Marple (Fernsehserie, Folge 4x04)
- 2009: Inspector Barnaby (Midsomer Murders, Fernsehserie, Folge 12x06 Über den Dächern von Chattham)
- 2010: Just for the Record
- 2012: Errors of the Human Body
- 2013: Man Down (Fernsehserie, 7 Folgen)
- 2014: One by One
- 2015: The Escape (De ontsnapping)
- 2020: Doctor Sleepless